# Rob Marris
Pour les articles homonymes, voir Marris.
Robert Howard Marris, né le 8 avril 1955, est un homme politique britannique.